# William F. Haddock
William F. Haddock, nato William Frederick Haddock (Portsmouth, 27 novembre 1877 – New York, 30 giugno 1969), è stato un regista e attore statunitense.
Fu uno dei primi cineasti del cinema muto.

## Biografia
William F. Haddock nacque nel New Hampshire nel 1877. Diresse il suo primo film per la Edison Manufacturing Company nel 1909. Soprannominato Silent Bill, fu regista di numerosi film western. Nel 1911, girò The Immortal Alamo, la prima pellicola conosciuta dedicata alla battaglia di Alamo con protagonista Francis Ford. Come molti film di Haddock, anche di questo non si conoscono copie ancora esistenti.
Nel 1913, si sposò con Rosa Koch. Il suo ultimo film, il serial The Carter Case diretto insieme a Donald MacKenzie, risale al 1919. In seguito, Maddock si ritirò dal cinema, andando a vivere a New York. Si sa poco degli anni seguenti. Morì nella città dove viveva il 30 giugno 1969.

## Filmografia

### Regista
- The Boots He Couldn't Lose - cortometraggio (1909)
- Casey's Jumping Toothache - cortometraggio (1909)
- Cyclone Pete's Matrimony
- Branding a Thief
- The Newly Born
- The Seal of the Church
- The Debt Repaid
- Speed Versus Death
- A Race for a Bride (1910)
- The Paleface Princess
- The Padre's Secret
- Love's C. Q. D.
- White Doe's Lovers
- The Stranded Actor
- The Ruling Passion (1910)
- The Little Preacher
- The Golden Secret
- A Postal Substitute
- A Woman in the Case (1910)
- Mrs. Bargainday's Baby
- Return of Ta-Wa-Wa
- Her Winning Way (1910)
- The Romance of Circle Ranch
- Won in the Fifth
- The Birthday Cigars
- Generous Customers
- A Mountain Wife (1910)
- His Sergeant's Stripes (1910)
- The Cowboys and the Bachelor Girls (1910)
- Pals - cortometraggio (1910)
- What Great Bear Learned (1910)
- Old Norris' Gal (1910)
- A Western Welcome (1910)
- In the Tall Grass Country (1910)
- The Crimson Scars (1911)
- The Owner of L.L. Ranch (1911)
- Changing Cooks  (1911)
- How Mary Met the Cowpunchers (1911)
- Tony, the Greaser (1911)
- Billy and His Pal - cortometraggio (1911)
- Only a Sister (1911)
- My Prairie Flower (1911)
- In the Hot Lands (1911)
- The Snake in the Grass (1911)
- The 'Schoolmarm' of Coyote County (1911)
- Sir Percy and the Punchers (1911)
- The Warrant for Red Rube (1911)
- Her Faithful Heart (1911)
- Jack Mason's Last Deal (1911)
- An Unwilling Cowboy (1911)
- The Reformation of Jack Robbins (1911)
- Mary's Strategem  (1911)
- The Spring Round-Up (1911)
- The Redemption of Rawhide (1911)
- The Immortal Alamo - cortometraggio (1911)
- In Time for Press (1911)
- Her Spoiled Boy (1911)
- When the Tables Turned (1911)
- The Kiss of Mary Jane (1911)
- The Honor of the Flag (1911)
- In the Right of Way (1911)
- Bessie's Ride - cortometraggio (1911)
- The Haunted House - cortometraggio (1911)
- Married in Haste (1913)
- Hearts and Crosses (1913)
- All on Account of an Egg (1913)
- He Could Not Lose Her (1913)
- That Boy from the East (1913)
- Greasepaint Indians (1913)
- A Pawnee Romance (1913)
- Why Aunt Jane Never Married - cortometraggio (1913)
- The Terrible Outlaw  (1913)
- Soldiers of Fortune (1914)
- La figlia del banchiere (The Banker's Daughter)  (1914)
- The Education of Mr. Pipp  (1914)
- A Trade Secret  (1915)
- The Unsuspected Isles - cortometraggio (1915)
- His Lordship's Dilemma (1915)
- Sunshine and Tempest - cortometraggio (1915)
- The Devil's Darling (1915)
- The Ace of Death (1915)
- As a Woman Sows (1916)
- I Accuse  (1916)
- The Girl Who Didn't Think  (1917)
- The Carter Case, co-regia di Donald MacKenzie - serial (1919)

### Attore
- Timothy's Quest, regia di Sidney Olcott (1922)
- The Mad Dancer, regia di Burton L. King (1925)
- Sunrise at Campobello, regia di Vincent J. Donehue (1960)
- Anna dei miracoli (The Miracle Worker), regia di Arthur Penn (1962)

### Produttore
- I Accuse, regia di William F. Haddock (1916)

### Aiuto regista
- Paid in Full, regia di Augustus E. Thomas (1914)